# 通议大夫
通议大夫，中国古代官职之一，其本意出自秦代大夫掌控议论，隋代始置，一直沿袭到清代，直至中华民国时期被彻底废除。

## 沿革
隋炀帝时设置文散官二十九阶，通议大夫位列正四品下。许善心、苏威之子苏夔、薛世雄等名臣将相都有领过此职。
唐高祖沿袭隋制，通议大夫依旧是流内官正四品下，位列文散官第七阶。咸亨五年将通议大夫与上仪同三司、上骑都尉比为同阶。贞元二年定朝会序列时，通议大夫在四品班次位列第二十二阶。
宋代通议大夫依旧为正四品，开国本来文散沿袭唐制有二十四阶，后来为三十七阶，通议大夫位列第十六阶。太平兴国元年，通议大夫被改名为朝奉。元丰五年定官员告身共十二等，通议大夫的告身用大绫纸、在一等十二张。在宋神宗在新官制执行后，规定对于官员的考绩限于通议大夫一下，因此自通议大夫一级起往上皆不用受磨勘。元丰六年，通议大夫以礼在郊祭时受赐牛、猪的带肩前肢各三个。通议大夫在元丰改制后的俸禄为料钱四十五贯、二直五匹春、冬绢、三匹小绫、一匹春罗、冬绵五十两。
明代规定文散阶四十二阶，通议大夫为正三品升授，位列第十二阶，以资历为升迁标准。

### 书目
- 刘昫：《旧唐书》
- 欧阳修：《新唐书》
- 张说：《唐六典》
- 杜佑：《通典》
- 脱脱：《宋史》
- 张廷玉：《明史》

### 引用
1. ↑  《通典》职官十六：“正议大夫通议大夫皆隋置散官盖取秦大夫掌论议之义”
2. ↑  《唐六典》卷二：“正四品下曰通议大夫隋炀帝置正四品“
3. ↑  《隋书》帝纪第五：“通议大夫行给事郎许善心皆遇害”
《隋书》列传第六：“帝见而善之以功进位通议大夫”
《隋书》列传第三十：“从帝征吐谷浑进位通议大夫”
4. ↑  《通典》职官二十二：“以前上阶...通议大夫文散”
5. ↑  《旧唐书》志第二十二：“正四品下阶...通议大夫文散官“
《新唐书》志第三十六：“凡文散阶二十九从一品曰开府仪同三司正二品曰特进从二品曰光禄大夫正三品曰金紫光禄大夫从三品曰银青光禄大夫正四品上曰正议大夫正四品下曰通议大夫”
6. ↑  《旧唐书》志第二十二：“咸亨五年三月更下诏申明各以类相比...通议大夫及上仪同三司比上骑都尉
7. ↑  《通典》礼三十五：“四品班尚书左右丞六司侍郎太常少卿宗正少卿左右庶子秘书少监左右七寺少卿国子司业少府殿中少监京兆河南太原少尹少詹事左右谕德家令率更令仆亲王府长史司马凤翔等少尹中州刺史下州刺史大都督大都护司马散官正议大夫通议大夫太中大夫中大夫爵开国伯勋官上轻车都尉轻车都尉”
8. ↑  《宋史》志第一二一：“诸通议大夫给事中中书舍人太常卿宗正卿秘书监诸卫大将军殿前副都指挥使承宣使开国伯上轻车都尉为正四品”
9. ↑  志第一二三：“太平兴国元年改正议大夫为正奉通议大夫为朝奉”
10. ↑  《宋史》志第一一六：“一等十二张法锦褾两面拨花细牙轴色带给事中中书舍人通议大夫司成左右谏议大夫龙图天章宝文显谟徽猷阁待制太中大夫秘书殿中监伯用之”
11. ↑  《宋史》志第一一一：“凡开府仪同三司至通议大夫无磨勘法太中大夫至承务郎皆应磨勘”
12. ↑  《宋史》志第五十一：“太子三师三少特进观文大学士学士御史大夫六尚书金紫银青光禄大夫节度使资政殿大学士观文翰林资政端明龙图天章宝文承旨侍讲侍读学士左右散骑常侍尚书列曹侍郎龙图天章宝文直学士光禄正议通议大夫御史中丞太子宾客詹事给事中中书舍人节度观察留后左右谏议龙图天章宝文待制太中中大夫秘书殿中丞太常宗正卿牛豕肩臂臑各三“
13. ↑  《宋史》志第一二五：“料钱各四十五贯春冬绢各二直五匹小绫三匹春罗一匹冬绵五十两”
14. ↑  《明史》志第四十八：“文之散阶四十有二以历考为差...正三品初授嘉议大夫升授通议大夫加授正议大夫”